# Gärd
Gärd var i äldre tid en extra engångsskatt som togs ut för att fylla ett tillfälligt behov, till exempel för underhåll vid möten och herredagar, reparationer av slott o.d. I samband med kungliga bröllop kunde en bröllopsgärd tas ut för att finansiera de merkostnader som uppstod.